# Meijer Indy 300 de 2009
Meijer Indy 300 de 2009 foi a décima segunda corrida da temporada de 2009 da IndyCar Series. A corrida foi disputada no dia 1 de agosto no Kentucky Speedway, localizado na cidade de Sparta, Kentucky. O vencedor foi o australiano Ryan Briscoe, da equipe Team Penske.

## Pilotos e Equipes
| Nº | Piloto              | Equipe                     | Chassis | Motor | Pneu |
| -- | ------------------- | -------------------------- | ------- | ----- | ---- |
| 2  | Raphael Matos (R)   | Luczo-Dragon Racing        | Dallara | Honda | F    |
| 3  | Hélio Castroneves   | Team Penske                | Dallara | Honda | F    |
| 4  | Dan Wheldon         | Panther Racing             | Dallara | Honda | F    |
| 5  | Mario Moraes        | KV Racing Technology       | Dallara | Honda | F    |
| 6  | Ryan Briscoe        | Team Penske                | Dallara | Honda | F    |
| 7  | Danica Patrick      | Andretti-Green Racing      | Dallara | Honda | F    |
| 9  | Scott Dixon         | Chip Ganassi Racing        | Dallara | Honda | F    |
| 10 | Dario Franchitti    | Chip Ganassi Racing        | Dallara | Honda | F    |
| 11 | Tony Kanaan         | Andretti-Green Racing      | Dallara | Honda | F    |
| 12 | Will Power          | Team Penske                | Dallara | Honda | F    |
| 13 | E. J. Viso          | HVM Racing                 | Dallara | Honda | F    |
| 14 | Ryan Hunter-Reay    | A. J. Foyt Enterprises     | Dallara | Honda | F    |
| 18 | Justin Wilson       | Dale Coyne Racing          | Dallara | Honda | F    |
| 20 | Ed Carpenter        | Vision Racing              | Dallara | Honda | F    |
| 23 | Milka Duno          | Dreyer & Reinbold Racing   | Dallara | Honda | F    |
| 24 | Mike Conway (R)     | Dreyer & Reinbold Racing   | Dallara | Honda | F    |
| 26 | Marco Andretti      | Andretti-Green Racing      | Dallara | Honda | F    |
| 27 | Hideki Mutoh        | Andretti-Green Racing      | Dallara | Honda | F    |
| 43 | Tomas Scheckter     | Dreyer & Reinbold Racing   | Dallara | Honda | F    |
| 67 | Sarah Fisher        | Sarah Fisher Racing        | Dallara | Honda | F    |
| 98 | Jaques Lazier       | Team 3G                    | Dallara | Honda | F    |
| 02 | Graham Rahal        | Newman/Haas/Lanigan Racing | Dallara | Honda | F    |
| 06 | Robert Doornbos (R) | Newman/Haas/Lanigan Racing | Dallara | Honda | F    |

- (R) - Rookie

## Resultados

### Treino classificatório
Por causa da chuva não houve treino classificatório, e a ordem de largada foi determinada pela classificação de cada carro no campeonato; A pole não valeu o ponto de bonificação para o campeonato.
| Treino classificatório - 31 de julho (cancelado) | Treino classificatório - 31 de julho (cancelado) | Treino classificatório - 31 de julho (cancelado) | Treino classificatório - 31 de julho (cancelado) | Treino classificatório - 31 de julho (cancelado) |
| Pos                                              | Nº                                               | Piloto                                           | Equipe                                           | Pontos na classificação                          |
| ------------------------------------------------ | ------------------------------------------------ | ------------------------------------------------ | ------------------------------------------------ | ------------------------------------------------ |
| 1                                                | 9                                                | Scott Dixon                                      | Chip Ganassi Racing                              | 380                                              |
| 2                                                | 10                                               | Dario Franchitti                                 | Chip Ganassi Racing                              | 377                                              |
| 3                                                | 6                                                | Ryan Briscoe                                     | Team Penske                                      | 366                                              |
| 4                                                | 3                                                | Hélio Castroneves                                | Team Penske                                      | 337                                              |
| 5                                                | 7                                                | Danica Patrick                                   | Andretti-Green Racing                            | 285                                              |
| 6                                                | 26                                               | Marco Andretti                                   | Andretti-Green Racing                            | 259                                              |
| 7                                                | 4                                                | Dan Wheldon                                      | Panther Racing                                   | 255                                              |
| 8                                                | 18                                               | Justin Wilson                                    | Dale Coyne Racing                                | 241                                              |
| 9                                                | 18                                               | Tony Kanaan                                      | Andretti-Green Racing                            | 239                                              |
| 10                                               | 02                                               | Graham Rahal                                     | Newman/Haas/Lanigan Racing                       | 235                                              |
| 11                                               | 27                                               | Hideki Mutoh                                     | Andretti-Green Racing                            | 220                                              |
| 12                                               | 06                                               | Robert Doornbos (R)                              | Newman/Haas/Lanigan Racing                       | 197                                              |
| 13                                               | 2                                                | Raphael Matos (R)                                | Luczo-Dragon Racing                              | 194                                              |
| 14                                               | 20                                               | Ed Carpenter                                     | Vision Racing                                    | 186                                              |
| 15                                               | 23                                               | Milka Duno                                       | Dreyer & Reinbold Racing                         | 179                                              |
| 16                                               | 5                                                | Mario Moraes                                     | KV Racing Technology                             | 169                                              |
| 17                                               | 14                                               | Ryan Hunter-Reay                                 | A. J. Foyt Enterprises                           | 165                                              |
| 18                                               | 13                                               | E. J. Viso                                       | HVM Racing                                       | 164                                              |
| 19                                               | 24                                               | Mike Conway (R)                                  | Dreyer & Reinbold Racing                         | 160                                              |
| 20                                               | 12                                               | Will Power                                       | Team Penske                                      | 159                                              |
| 21                                               | 98                                               | Jaques Lazier                                    | Team 3G                                          | 127                                              |
| 22                                               | 67                                               | Sarah Fisher                                     | Sarah Fisher Racing                              | 43                                               |
| 23                                               | 43                                               | Tomas Scheckter                                  | Dreyer & Reinbold Racing                         | 29                                               |
| Relatório                                        |                                                  |                                                  |                                                  |                                                  |

- (R) - Rookie

### Corrida
| Corrida - 1 de agosto | Corrida - 1 de agosto | Corrida - 1 de agosto | Corrida - 1 de agosto      | Corrida - 1 de agosto | Corrida - 1 de agosto | Corrida - 1 de agosto | Corrida - 1 de agosto | Corrida - 1 de agosto |
| Pos                   | Nº                    | Piloto                | Equipe                     | Voltas                | Tempo                 | Largada               | Voltas na Liderança   | Pontos                |
| --------------------- | --------------------- | --------------------- | -------------------------- | --------------------- | --------------------- | --------------------- | --------------------- | --------------------- |
| 1                     | 6                     | Ryan Briscoe          | Team Penske                | 200                   | 1:28:24:3246          | 3                     | 38                    | 50                    |
| 2                     | 20                    | Ed Carpenter          | Vision Racing              | 200                   | +0.0162               | 14                    | 35                    | 40                    |
| 3                     | 11                    | Tony Kanaan           | Andretti-Green Racing      | 200                   | +0.1614               | 9                     | 1                     | 35                    |
| 4                     | 3                     | Hélio Castroneves     | Team Penske                | 200                   | +0.2728               | 4                     | 1                     | 32                    |
| 5                     | 02                    | Graham Rahal          | Newman/Haas/Lanigan Racing | 200                   | +0.6346               | 10                    | 0                     | 30                    |
| 6                     | 10                    | Dario Franchitti      | Chip Ganassi Racing        | 200                   | +1.7670               | 2                     | 0                     | 28                    |
| 7                     | 9                     | Scott Dixon           | Chip Ganassi Racing        | 200                   | +3.2512               | 1                     | 94                    | 28                    |
| 8                     | 7                     | Danica Patrick        | Andretti-Green Racing      | 200                   | +4.7231               | 5                     | 1                     | 24                    |
| 9                     | 12                    | Will Power            | Team Penske                | 200                   | +6.1424               | 20                    | 30                    | 22                    |
| 10                    | 26                    | Marco Andretti        | Andretti-Green Racing      | 200                   | +6.9963               | 6                     | 0                     | 20                    |
| 11                    | 4                     | Dan Wheldon           | Panther Racing             | 200                   | +12.7597              | 7                     | 0                     | 19                    |
| 12                    | 67                    | Sarah Fisher          | Sarah Fisher Racing        | 200                   | +15.9732              | 22                    | 0                     | 18                    |
| 13                    | 27                    | Hideki Mutoh          | Andretti-Green Racing      | 200                   | +27.9705              | 11                    | 0                     | 17                    |
| 14                    | 14                    | Ryan Hunter-Reay      | A. J. Foyt Enterprises     | 197                   | +3 voltas             | 17                    | 0                     | 16                    |
| 15                    | 13                    | E. J. Viso            | HVM Racing                 | 197                   | +3 voltas             | 18                    | 0                     | 15                    |
| 16                    | 2                     | Raphael Matos (R)     | Luczo-Dragon Racing        | 196                   | +4 voltas             | 13                    | 0                     | 14                    |
| 17                    | 24                    | Mike Conway (R)       | Dreyer & Reinbold Racing   | 192                   | +8 voltas             | 19                    | 0                     | 13                    |
| 18                    | 5                     | Mario Moraes          | KV Racing Technology       | 188                   | +12 voltas            | 16                    | 0                     | 12                    |
| 19                    | 06                    | Robert Doornbos (R)   | Newman/Haas/Lanigan Racing | 185                   | +15 voltas            | 12                    | 0                     | 12                    |
| 20                    | 23                    | Milka Duno            | Dreyer & Reinbold Racing   | 165                   | +35 voltas            | 15                    | 0                     | 12                    |
| 21                    | 18                    | Justin Wilson         | Dale Coyne Racing          | 120                   | Mecânico              | 8                     | 0                     | 12                    |
| 22                    | 43                    | Tomas Scheckter       | Dreyer & Reinbold Racing   | 59                    | Mecânico              | 23                    | 0                     | 12                    |
| 23                    | 98                    | Jaques Lazier         | Team 3G                    | 43                    | Mecânico              | 21                    | 0                     | 12                    |
| Relatório             |                       |                       |                            |                       |                       |                       |                       |                       |

- (R) - Rookie